# Inmigración china en Cuba
La inmigración china en Cuba es el movimiento migratorio desde la región de China hacia la isla de Cuba. Los chinos en Cuba constituyen la comunidad más destacada y numerosa de asiáticos asentados en la isla. El censo cubano de 2012 registró 113 ciudadanos chinos viviendo en Cuba. Otras estimaciones hablan de 300 chinos y 20.000 descendientes.
Los chino-cubanos (en chino tradicional, 古巴華人; en chino simplificado, 古巴华人; pinyin, Gǔbā Huárén; jyutping, Gu2 Baa1 Waa4 jan4) son los habitantes de Cuba con ascendencia china total o parcial.
La inmigración china, junto a la africana y la española, constituye los componentes étnicos de Cuba. Allí se han podido detectar tres grupos fundamentales como población china, desde el punto de vista étnico: los pertenecientes al grupo puntí de las provincias de Cantón y Fujian, los del grupo tomki cuyo origen antiguo está relacionado con los taik y los que procedían de la región de Sharton conocidos como jolos.

## Historia
La emigración china hacia Cuba comenzó en 1847 cuando muchos trabajadores de origen cantonés fueron llevados bajo contrato hacia los campos de caña de azúcar. Además de su fuerza de trabajo, los inmigrantes llevaron consigo el budismo como su filosofía de la vida.
Cientos de miles de ellos partieron desde Hong Kong, Macao y Taiwán, durante las décadas siguientes para reemplazar o trabajar junto a los esclavos africanos en las plantaciones agrícolas. A pesar de que la mayoría de ellos deseaba la repatriación después de terminar sus contratos de ocho años o lograr su independencia personal de otra manera, algunos se establecieron de forma permanente en Cuba. Otro motivo de la emigración fue la opresión política y religiosa que vivían en su país de origen o las ansias de prosperar económicamente. Según el historiador Julio Le Riverend, entre los años 1847 y 1874 llegaron a La Habana alrededor de 150 000 chinos culíes, casi todos hombres.
Los culíes chinos lograron emanciparse de su esclavitud en 1877, mediante la firma del Tratado Chino-Español, cuando el mandarín Chin Lan Pin visitó Cuba. El tratado suspendió legalmente la contratación pero no la inmigración.
Otros 5000 inmigrantes chinos procedentes de los Estados Unidos, llegaron también a la isla durante el siglo XIX, para escapar de la discriminación del momento. Otra pequeña ola arribó durante el siglo XX, huyendo del caos político en la China continental. En la década de 1920, habían llegado 30.000 chinos, todos hombres, En 1980, 4.000 chinos «puros», reduciéndose a tan solo 300 hacia 2002.
La comunidad china en Cuba llegó a ser una de las más prósperas e importantes de América, y sus miembros se agruparon en asociaciones fraternales, regionales, profesionales, patronímicas o comerciales, algunas de las cuales aún existen. Debido a la falta de mujeres chinas, varias generaciones de inmigrantes se casaron con mestizas o mujeres de origen africano, naciendo muchos niños. En la actualidad, la mayoría de los chinos-cubanos tienen raíces españolas y africanas, y muchos de sus apellidos son de origen español. Los hombres chinos libres practicaban la compra de las esclavas y las liberaban para contraer matrimonio con ellas.
Durante la Guerra de los Diez Años algunos se unieron a las fuerzas mambisas. Se calcula que dos mil chinos, cantoneses y hakka, pelearon contra los rebeldes en dicha guerra. Un monumento en La Habana honra a los chinos cubanos que cayeron en la guerra, en la que está inscrito: «No hubo un solo desertor chino cubano, ningún traidor chino cubano». Posteriormente, durante la Guerra Hispano-Americana en 1898, algunos que llegaron procedentes de California, pasaron a engrosar las fuerzas libertadoras. En 1902, la Orden Militar 155 del gobernador Leonard Wood comenzó a limitar la entrada de inmigrantes chinos en la isla.
Cuando Fidel Castro llegó al poder en 1959, la situación económica y política cambió drásticamente. Muchos propietarios de tiendas y restaurantes al verse expropiados por el nuevo gobierno, salieron de Cuba. La mayoría se estableció en los Estados Unidos, en particular en Miami en Florida, junto al resto de los cubanos exiliados, pero un número relativamente reducido se dirigió a la República Dominicana o a otros países de América Latina y el Caribe. La mayoría de los emigrados fueron los chinos que habían llegado desde California.
Las generaciones más jóvenes han estudiado en universidades y son médicos, abogados e ingenieros. Todos son producto de matrimonio de chinos con no chinos y algunos se dedican a recuperar sus tradiciones perdidas.

## Barrio Chino de La Habana

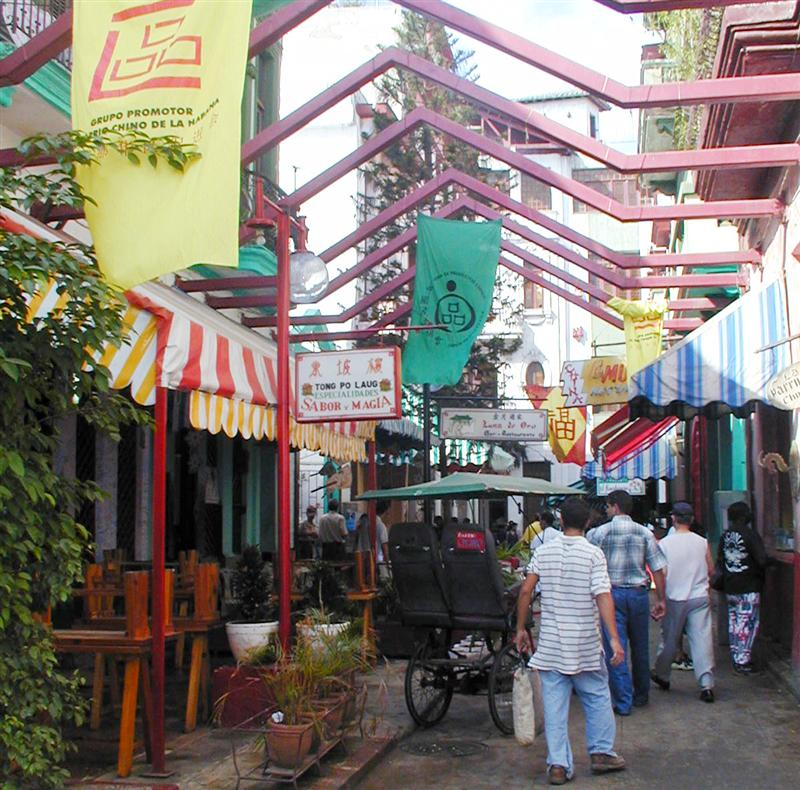
Calle de los Dragones en el Barrio Chino.

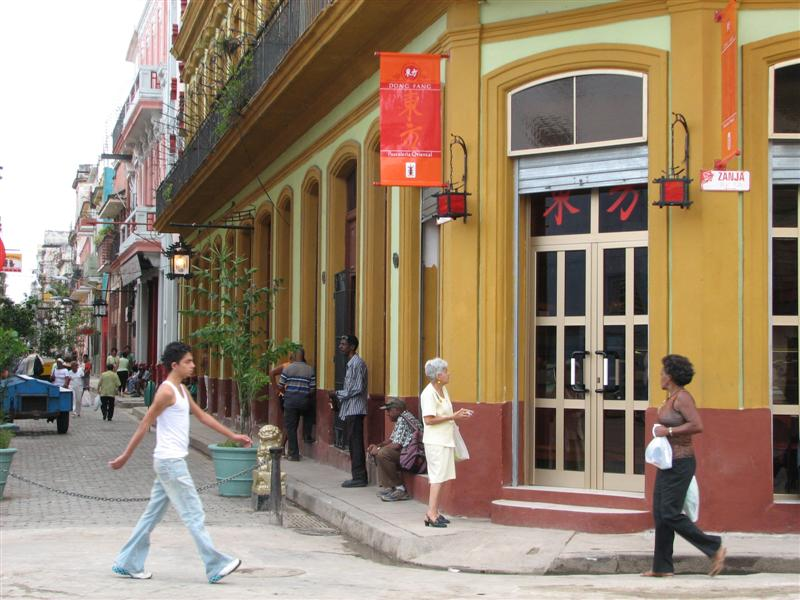
Local chino.

El barrio chino de La Habana se encuentra en el municipio de Centro Habana, conformando uno de los más antiguos y más grandes Chinatowns de América Latina. Llegó a ser considerado como el segundo más importante del mundo, tras el de San Francisco en Estados Unidos. Sus pequeñas tiendas de abarrotes y restaurantes tuvieron su origen en la acumulación de dinero que sus dueños lograron durante sus años como trabajadores contratados. Los primeros negocios de propiedad china se abrieron en 1858.
A finales del siglo XIX, la inmigración china se asentó en lo que fue el cuchillo de la Calle Zanja y la Calle de los Dragones donde, a partir de 1874, pusieron en marcha comercios y espacios dedicados a diversos servicios, como tiendas, fondas, lavanderías, etc. El barrio chino fue el principal asentamiento poblacional de los inmigrantes de esa nación en el Caribe. A principios del siglo XX, unos 10 000 chinos residieron en 10 manzanas del barrio, y comenzaron a abrir pequeños establecimientos comerciales como fondas, lavanderías, zapaterías y talleres de reparación de relojes. También se abrieron bodegas para la venta de víveres, como aves y pescados secos, farmacias, sederías, tiendas, restoranes, cines y teatros para representaciones operísticas asiáticas. El barrio chino también contaba con una cámara de comercio que funcionaba como bolsa de valores.
Tras el triunfo de la Revolución Cubana, y como resultado del éxodo masivo, el número de chinos puros cayó bruscamente en el barrio y, con ellos, la popularidad de sus restaurantes. También en esos años comenzaron las confiscaciones y nacionalizaciones realizadas sin la consecuente indemnización. Los casi 250 000 chinos y sus descendientes que en él vivían se fueron del lugar.
La Habana es también el único barrio chino que tiene un cementerio propio. Este se encuentra en Nuevo Vedado, cercano a la Necrópolis Cristóbal Colón.
En la década de 1990 se restauraron los locales comerciales y se comenzó a celebrar el año nuevo chino y los aniversarios de la llegada de los primeros inmigrantes. El pórtico de entrada al barrio, inaugurado en 1999, fue financiado por el gobierno chino con materiales traídos de ese país. Actualmente, solo una porción muy pequeña del barrio chino está habitada por chinos cubanos y sus descendientes.

## Cultura china en Cuba

### Asociaciones
El Casino Chung Wah es una institución que agrupa a toda la comunidad china en la isla. Tiene su sede en La Habana. Fue creada en 1893 y era el sitio donde se ayudaba a los inmigrantes a resolver sus problemas, incluso era sede del consulado. Hacia mediados del siglo XX había en toda Cuba unas 60 asociaciones que agrupaban a los chinos y sus descendientes.
También existe la Casa de las Artes y Tradiciones Chinas, donde se celebran seminarios, exposociones y coloquios, y otras actividades como arte culinario, danza, artes marciales, pintura y escultura. El Grupo Promotor del Barrio Chino fue creado en la década de 1990 para revivir las raíces chinas y la historia del barrio habanero. La Escuela de la Lengua y Artes China abrió sus puertas en 1993.

### En la literatura
La influencia de la migración china a Cuba se refleja bien en la novela La isla de los amores infinitos de la escritora cubana Daína Chaviano. Originalmente publicado en España, ha sido traducido a 25 idiomas. La trama abarca 150 años, desde la década de 1840 hasta la de 1990.

### Periodismo
Kwong Wah Po («Diario Popular Chino») es el único periódico cubano que se edita en idioma chino desde el Barrio Chino de La Habana. De tipo tabloide, posee cuatro páginas: tres de ellas en chino y la última en español. Tiene una tirada de 600 ejemplares al mes y va dirigido a la comunidad china con informaciones nacionales e internacionales. Es publicada por la institución Casino Chung Wah desde el 20 de marzo de 1928. Su proceso poligráfico se realiza a través de técnicas antiguas mediante un linotipo del año 1900. En la publicación trabajan ocho personas, de las cuales tres de ellos son chinos.
También circularon en Cuba el periódico nacionalista Man Seng Yat Po, el demócrata Hun Men Kon Po y el comercial Wah Man Sen Po, hasta la década de 1970.